# Gábor
A Gábor héber eredetű férfinév, a Gabriel magyar változata. Jelentése Isten embere vagy Isten erősnek bizonyult.  Női párja a Gabriella, vezetéknévként is előfordul szintén Gábor formában.

## Rokon nevek
- Gabos:[1] A Gábor régi magyar beceneve.[2]
- Gábriel:[1] A Gábor név eredeti változatához közel álló alak.[2]
- Gábri:[1] a Gábor név régi becéző alakja

## Gyakorisága
A Gabriel alakot már a 12-13. században használták, Gábor alakban 1514-ben jegyezték fel a nevet először Pécsváradi Gábor nevében, de még ezután is sokáig használták a latin formát. A Gábor alak igazából csak a 17. század után terjedt el. A 16-18. században főleg úri családok választották a nevet. A 19. század végétől a 20. század közepéig a 11-12. legnépszerűbb név volt, 1967-ben a 11. leggyakrabban adott férfinév, a 80-as években pedig már a leggyakoribb név volt. 
Az 1990-es években a Gábor még igen gyakori volt, a Gabos és a Gábriel szórványosan fordult elő, a 2000-es években a Gábor a 16-26. leggyakoribb férfinév, a Gabos és a Gábriel nem szerepel ez első százban.

## Névnapok
Gábor, Gabos, Gábriel
- február 27.,[2] szökőévben február 28.
- március 24.[2]
- szeptember 29.[2]

Azt a napot, amikor Gábriel arkangyal megvitte a hírt Máriának, hogy születendő gyereke lesz a megváltó, angyali üdvözletnek tartják, a nap neve pedig Gyümölcsoltó Boldogasszony napja. A néphagyomány szerint ekkor kell elkezdeni a fák oltását a bő termés érdekében. Ezt a napot fecskehozó napként is számontartották, és úgy vélték, hogy az ezen a napon vetett zöldségnek nem árt se a meleg, se a hideg.
Egyes területeken úgy gondolták, hogy ha a borz kibújik a barlangjából, akkor nem fél többé a hidegtől.
Azok az asszonyok, akik gyereket szerettek volna, ezen a napon a Szűzanya képe szobra előtt térdelve hosszan, sokszor egész nap imádkoztak.